# Freddy Ternero
Freddy Santos Ternero Corrales (Lima, 26 de marzo de 1962-Lima, 18 de septiembre de 2015) fue un futbolista, entrenador de fútbol y político peruano que dirigió la selección de fútbol del Perú. Fue el primer y único entrenador que ganó títulos internacionales a nivel de clubes del fútbol peruano. En noviembre de 2006 participó en las elecciones municipales como candidato del Partido Democrático Somos Perú, siendo elegido alcalde de San Martín de Porres para los periodos 2007-2010 y 2011-2014.

## Trayectoria

### Como futbolista
Desde 1978, formó parte de Universitario de Deportes, donde se mantuvo hasta 1980 debido a que no tenía muchas oportunidades de alternar en el equipo titular. Ese año jugó en el León de Huánuco, que ganó el título de la Copa Perú. Este logro le valió regresar a Universitario, en donde permaneció hasta 1985. En 1986 fue contratado por el Deportivo San Agustín, equipo con el que consiguió el título profesional de ese año. En 1989 fichó por el club Defensor Lima, donde jugó dos temporadas. Su última temporada la jugó el año 1992 en el Cienciano de la ciudad del Cusco.

### Como entrenador
Luego de retirarse del fútbol, Ternero fue contratado como asistente técnico de Sergio Markarián en Universitario de Deportes ganando el título de 1993. Ante la renuncia de Markarián tuvo su primera oportunidad como técnico al dirigir durante algunos partidos al equipo crema. En la segunda mitad del año 1994 dirige al Cienciano del Cusco, a quien logra salvar del descenso. A mediados de 1995 se muda al norte para dirigir al Alianza Atlético de Sullana.
Tanto en Cienciano como en Alianza Atlético, Ternero rindió buenas campañas, lo que le valió para que Juan Carlos Oblitas, entrenador de la selección de fútbol del Perú, lo llamara como su asistente técnico.Ternero acompañó a Oblitas hasta el año 1998. Durante ese tiempo dirigió a la selección alterna que jugó la Copa América 1997 donde Perú logró el cuarto puesto.
En 1998 llega al FBC Melgar. El 2000 regresa al Cienciano brevemente. El 2002 dirige al Estudiantes de Medicina de Ica. Finalmente en mayo del 2003 regresa al Cienciano y logra el cuarto lugar del Torneo Apertura de aquel año, resultado que le permite jugar el repechaje contra Sporting Cristal por un cupo a la Copa Sudamericana 2003. Tras vencer a Alianza Lima de Perú, Universidad Católica de Chile, Santos de Brasil,  Atlético Nacional de Colombia y River Plate de Argentina logra el título de la Copa Sudamericana 2003 y un año después, la Recopa Sudamericana 2004 tras vencer a Boca Juniors por penales.
Estas campañas le valieron para que en mayo del año 2005 sea llamado para dirigir a la selección peruana en las eliminatorias para la Copa Mundial de Fútbol de 2006, tras la renuncia por malos resultados de Paulo Autuori, pero tomó el equipo a cinco fechas para el final de las eliminatorias y que contaba con pocas posibilidades de clasificación. Los resultados no fueron muy halagadores ya que perdió tres partidos, empatando uno y ganando uno. Sin embargo, logró el título de la Copa Kirin jugada en Japón ese año. El 12 de octubre de 2005 Ternero dirigió su último partido como técnico de fútbol en la goleada de la selección peruana ante la selección boliviana por 4-1 en Tacna, retirándose también ahí de la dirección técnica. En el año 2010 fue considerado uno de los mejores técnicos mundiales de la década por la Federación Internacional de Historia y Estadística de Fútbol.

### Como político
Fue elegido alcalde del distrito limeño de San Martín de Porres para el período 2007 al 2010 por el partido político Somos Perú con el lema «Sí se puede», además ganó la reelección en 2011 al 2014 con el Partido Popular Cristiano. Fue condecorado con la Orden al Mérito por Servicios Distinguidos en el grado de gran oficial, por servicios distinguidos en el desempeño de la función municipal y beneficiar a los vecinos con obras de impacto social. Durante su gestión se presentaron mociones de vacancia que fueron desestimadas. En 2014, buscó alcanzar una tercera postulación con un partido propio. Sin embargo, participó como invitado en la lista de Solidaridad Nacional, quedando en segundo puesto con una diferencia de mil votos detrás de Bobby Mattos.

## Fallecimiento
Freddy Ternero murió el viernes 18 de septiembre de 2015, debido al cáncer de riñón, en una clínica local de Lima.

## Clubes

### Como futbolista
| Club                  | País | Año       |
| --------------------- | ---- | --------- |
| Universitario         | Perú | 1978-1980 |
| León de Huánuco       | Perú | 1980      |
| Universitario         | Perú | 1981-1985 |
| Deportivo San Agustín | Perú | 1986      |
| Universitario         | Perú | 1987-1988 |
| Defensor Lima         | Perú | 1989-1990 |
| Cienciano             | Perú | 1992      |

### Como entrenador
| Club                     | País | Año       |
| ------------------------ | ---- | --------- |
| Universitario            | Perú | 1993      |
| Cienciano                | Perú | 1994      |
| Alianza Atlético         | Perú | 1995      |
| Selección de Perú sub-23 | Perú | 1996      |
| Selección de Perú        | Perú | 1997      |
| Melgar                   | Perú | 1998-1999 |
| Cienciano                | Perú | 2000-2001 |
| Estudiantes de Medicina  | Perú | 2002      |
| Cienciano                | Perú | 2003-2004 |
| Selección de Perú        | Perú | 2005      |

#### Participación en Copa América
| Copa              | Sede    | Resultado |
| ----------------- | ------- | --------- |
| Copa América 1997 | Bolivia | 4° lugar  |

## Palmarés

### Como futbolista

#### Campeonatos nacionales
| Título        | Club            | País | Año  |
| ------------- | --------------- | ---- | ---- |
| Copa Perú     | León de Huánuco | Perú | 1980 |
| Liga del Perú | Universitario   | Perú | 1982 |
| Liga del Perú | Universitario   | Perú | 1985 |
| Liga del Perú | San Agustín     | Perú | 1986 |
| Liga del Perú | Universitario   | Perú | 1987 |

### Como entrenador

#### Copas internacionales
| Título              | Club      | País | Año  |
| ------------------- | --------- | ---- | ---- |
| Copa Sudamericana   | Cienciano | Perú | 2003 |
| Recopa Sudamericana | Cienciano | Perú | 2004 |